# Савала Ортис, Мигель Анхель
Мигель Анхель Савала Ортис (исп. Miguel Ángel Zavala Ortiz; 24 декабря 1905, Сан-Луис, Аргентина — 20 мая 1982, Буэнос-Айрес, Аргентина) — аргентинский политик, министр иностранных дел (1963—1966).

## Биография
Ещё в молодости вступил в Гражданский радикальный союз.
В 1948—1950 годах — депутат палаты депутатов.
В 1955 году участвовал в неудачной попытке государственного переворота против президента Хуана Перона, бежал в Уругвай.
Активный участник свержения режима Перона (1955).
В 1963—1966 годах — министр иностранных дел Аргентины. На это посту добился принятии резолюции Генассамблеи ООН № 2065 от 1965 года, в которой признается спорный статус Фолклендского архипелага и содержится призыв к организации переговоров между Аргентиной и Великобританией. В 1965 г. подписан торговый договор между Аргентиной и СССР, а также заключен конкордат с Ватиканом.
Оставил министерский пост после военного переворота, в результате которого был свергнут президент Артуро Ильиа.
В 1978 году был членом-учредителем Аргентинского совета международных отношений (CARI) и его вице-президентом.